# Holt ember keze korall
A holt ember keze korall (Alcyonium digitatum) a virágállatok (Anthozoa) osztályának szarukorallok (Alcyonacea) rendjébe, ezen belül az Alcyoniina alrendjébe és az Alcyoniidae családjába tartozó faj.

## Előfordulása
Főleg az Atlanti-óceán északi partvidékén él, így Európában Portugáliától Norvégiáig. Előfordul még Kanada egyes tengerparti részein, valamint az Amerikai Egyesült Államokhoz tartozó Maine-öbölben és a Fundy-öbölben. Gyakori az Egyesült Királyság és Írország tengerpartjain, ahol él két ritkább rokona, az Alcyonium glomeratum és Alcyonium hibernicum is. A Földközi-tengerben is van állománya.

## Megjelenése, felépítése

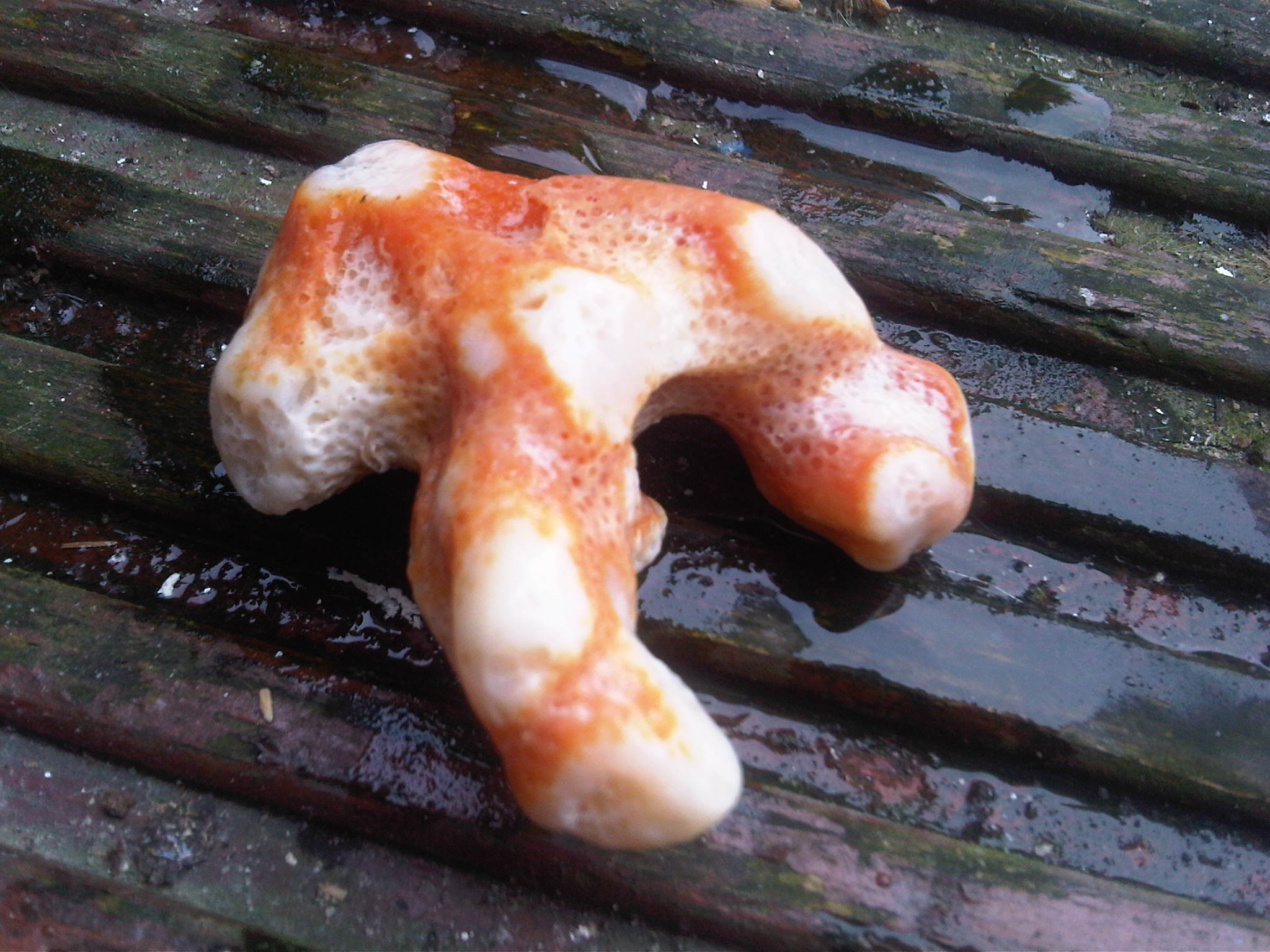
Egy darab holt ember keze korall

Ez a virágállat sárga, fehér vagy krémszínű telepekben él. A telep húsos, ujjszerű nyúlványoknak tűnik. Az élőlény külső váza sok kis szkleritből áll. Maguk a polipok fehérek vagy áttetszők. Táplálkozás közben felállnak, ilyenkor a telep úgy néz ki, mintha szőrös volna.

## Életmódja, élőhelye
A holt ember keze korall víz alatti sziklákon, köveken, néha rákok és puhatestűek páncéljain, illetve házain telepszik meg. A legtöbb példány ott él, ahol erős a hullámzás és elég mély a víz ahhoz, hogy a napfény ne legyen erős, mivel a sűrűn nőtt algák jelenlétét nem tűri — e feltételeknek leginkább a körülbelül 50 méteres mélység felel meg. A nap bármely időszakában táplálkozhat ugyanekkor lélegzik is. Fő táplálékai a planktonok.
Külső élősködői közé sorolhatók az evezőlábú rákokhoz (Copepoda) tartozó: Acontiophorus armatus, Critomolgus bulbipes, Enalcyonium forbesi, Enalcyonium olssoni és Enalcyonium rubicundum. A három Enalcyonium-faj, e korallnak a belső élősködői is.

## Szaporodása
E szarukorallok egyes telepeiben csak nőstények, másokban csak hímek társulnak; ritkán hímnős, azaz kétivarú példányokból álló kolóniák is előfordulnak. A telepek az év első felében növekednek, és a polipok tevékenysége a nyár végére lecsökken. Ilyenkor az állat tövi része megbarnul, megvörösödik, mivel algák és hidroidok kezdik elborítani. Ekkor fejlődnek ki a gonád ivarszervek. December-január között ívnak, kilökik ivarsejtjeiket. A szaporodó ivarsejtek kibocsátását több állomány is képes egyeztetni. A megtermékenyítés a szabad vízben történik meg, és a lárvák néhány napig szabadon úsznak. Egyesek már néhány nap után letelepszenek valahová, mások hosszabb ideig lebegnek a nyílt tengeren, kiterjesztve a faj élőhelyét. Egyes telepei akár 20 évet is megélhetnek.

### Fordítás
- Ez a szócikk részben vagy egészben  az   Alcyonium digitatum című angol Wikipédia-szócikk ezen változatának fordításán alapul.  Az eredeti cikk szerkesztőit annak laptörténete sorolja fel. Ez a jelzés csupán a megfogalmazás eredetét és a szerzői jogokat jelzi, nem szolgál a cikkben szereplő információk forrásmegjelöléseként.